# Nápoly–Salerno nagysebességű vasútvonal
A Nápoly–Salerno nagysebességű vasútvonal egy 29 km hosszú, kétvágányú, 3 kV egyenárammal villamosított nagysebességű vasútvonal Olaszországban, Nápoly és Salerno között. A vonatok maximális sebessége 250 km/h. A vonal része a transzeurópai vasúthálózatnak. A vasút 2008 júniusában nyílt meg.

## A vonal
Az új vonal infrastruktúrájának építése 2008 áprilisában fejeződött be, 3 kV egyenárammal villamosították, nem pedig a legtöbb új olaszországi nagysebességű vasútvonalon használt 25 kV 50 Hz váltóárammal. A vonal lehetővé teszi a Nápoly–Salerno part menti vonalon a vasúti forgalom torlódásának csökkentését, mivel a távolsági vonatok az új vonalon közlekedhetnek.
Az új vonal a Roma Est csomóponttól indul, amely lehetővé teszi, hogy a Róma–Nápoly nagysebességű vasútvonal vonatai déli irányban haladhassanak egy ágon a Casoria elágazásig, ahol kapcsolat van Nápoly fő vasúti csomópontjával. A vonal Volla, Pomigliano d'Arco, Sant'Anastasia, Somma Vesuviana, Nola, Ottaviano, San Gennaro Vesuviano, Palma Campania, Poggiomarino és Striano városok mellett halad alagutakon és megemelt szakaszokon, eljutva San Valentino Torio községbe, ahol jelenleg a Sarno elágazásnál csatlakozik a Sarno felől haladó vonal végéhez.
Az olasz kormány 2004. júliusi gazdasági nyilatkozatában bejelentette, hogy a jövőben nagykapacitású vonalat építenek a vonal végétől, San Valentino Torio és Battipaglia között, hogy így egy négyvágányos vonalat hozzanak létre Salerno és Battipaglia között egy projekt részeként.
Az új vonal lehetővé tette a gyorsvonatok számára, hogy elkerüljék Nápolyt a Roma Est csomóponttól az új Napoli Afragola állomás felé 2017 júniusi megnyitása óta. 2008 júniusától a legtöbb Trenitalia Eurostar Italia, InterCity és Intercity Plus vonat Nápoly és Salerno között az új vonalon haladnak át, lehetővé téve az ingázók vonatainak számának növelését a régi vonalon egy campaniai "regionális metró" fejlesztési projekt keretében.